# Linde (Briefadelsgeschlecht)

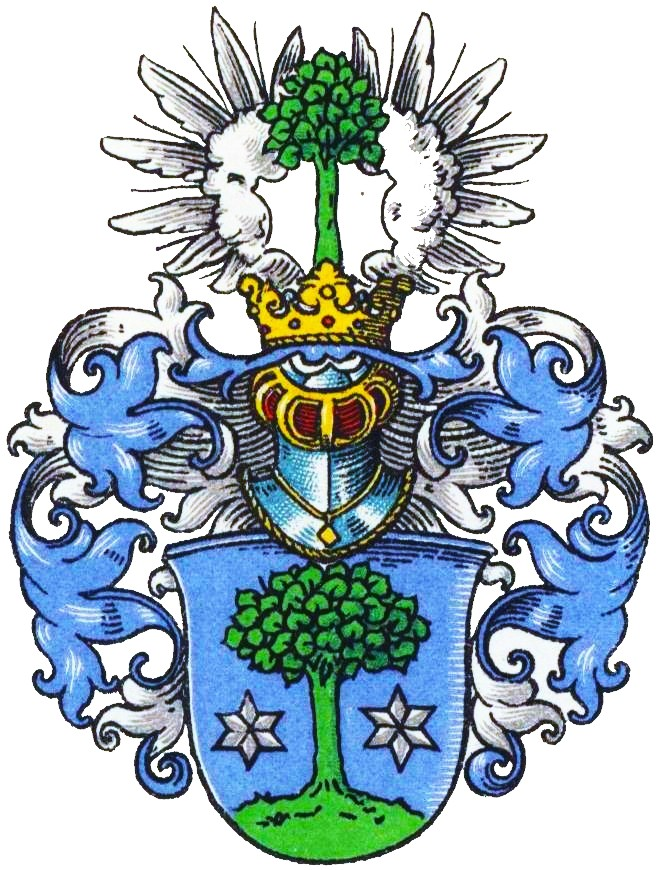
Stammwappen der Linde im Wappenbuch des Westfälischen Adels

Linde (auch Linden) ist der Name eines westfälischen Briefadelsgeschlechts.
Die Familie ist von dem preußischen Uradelsgeschlecht Linde zu unterscheiden.

## Geschichte
Das Geschlecht war ursprünglich im Münsterland ansässig. Bernhard Engelbert Linde (1700–1775), verheiratet mit I. Anna Sybilla von Schick, II. Maria und III. Anna Creutzer, war promovierter Jurist, kurfürstlich-kölnischer Hof- und Regierungsrat (1750), fürstbischöflich-münsterischer Gaugraf und Richter zu Rheine und Bevergern.
Einer seiner Söhne war der österreichische Generalmajor Joseph Linde (1728–1804). Dieser wurde am 7. Februar 1791 mit Prädikat „von Linden“ in den Freiherrenstand erhoben.
Ein weiterer Sohn Franz Levin Arnold Linde (1740–1801), ebenfalls promovierter Jurist, verheiratet mit Anna Schönemund (1775–1862), Tochter des Johannes Schönemund (1750–1775), kurkölnischer Gerichtsassessor in Brilon, und der Elisabeth Lohmann (1767–1802), war Advokat in Brilon. Sein Sohn Justin von Linde (1797–1870) wurde als großherzoglich-hessischer Staatsrat, Professor der Rechte und Kanzler der Universität Gießen am 23. Oktober 1839 in Darmstadt in den hessischen Adelstand erhoben. Am 10. Mai 1859 folgte in Bonn seine Erhebung in den liechtensteinischen Freiherrenstand mit Namensführung „von Linden zu Dreyß“ (nach dem 1837 erworbenen Gut Dreis) als fürstlich-liechtensteinischer Wirklicher Geheimrat und Gesandter bei der Bundesversammlung in Frankfurt und am 4. Mai 1866, allerdings erst mit Diplom vom 23. Mai 1870, die Erhebung in den österreichischen Freiherrnstand ohne Prädikat als k.u.k. Wirklicher Geheimrat und Ritter des österreichischen Eisernen Kronenordens 1. Klasse. Am 28. Oktober 1842 wurde er zum Ehrenbürger von Gießen ernannt. Sein Sohn Balduin von Linde (1840–1910) war Politiker der Deutschen Zentrumspartei.

## Persönlichkeiten
- Balduin von Linde (1840–1910), Politiker (Zentrum)
- Joseph von Linden (1728) (1728–1804), österreichischer Generalmajor
- Justin von Linde (1797–1870), Jurist, Beamter und Politiker

## Wappen
- Blasonierung des Stammwappens: In Blau ein natürlicher Lindenbaum auf grünem Rasen, unten von zwei silbernen Sternen begleitet. Auf dem gekrönten Helm mit blau-silbernen Helmdecken ein offener silberner Flug, dazwischen der Lindenbaum. Ein alternatives Stammwappen zeigt die Sterne in den Oberwinkeln und auf dem Helm fehlt der Flug.[3]
- Blasonierung des Freiherrenwappens von 1791: Blau mit rotem Schildhaupt, in welchem ein silberner geharnischter von rechts kommender Arm, der ein silbernes Schmwert hält, welches durch einen grünen Lorbeerkranz gesteckt ist; unten eine natürliche Linde, oben von zwei silbernen Sternen begleitet. Auf dem Schild liegt eine Freiherrenkrone, darüber zwei gekrönte Helme: I. mit rot-silbernen Decken der Arm mit Schwert; II. mit blau-silbernen Decken der Lindenbaum.[3]
- Blasonierung des Freiherrenwappens von 1859/1870: Silber mit rotem Schildhaupt, in welchem ein silbernes Pferd; unten auf grünem Rasen eine natürliche Linde. Auf dem Schild liegt eine Freiherrenkrone, darüber zwei gekrönte Helme: I. mit grün-silbernen Decken der Lindenbaum; II. mit rot-silbernen Decken das silberne Pferd wachsend.[3]

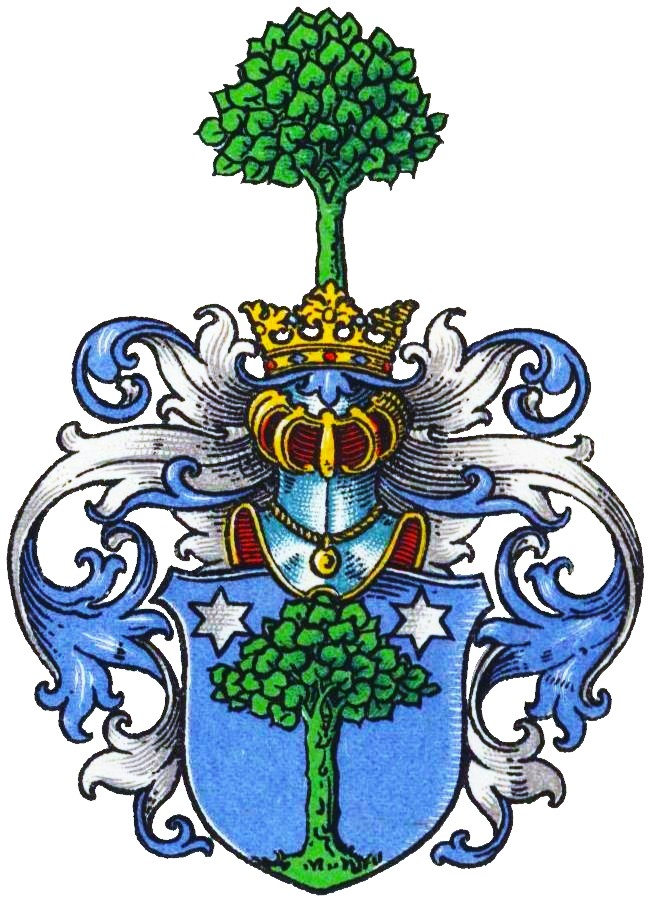
Alternatives Stammwappen der Linde im Wappenbuch des Westfälischen Adels
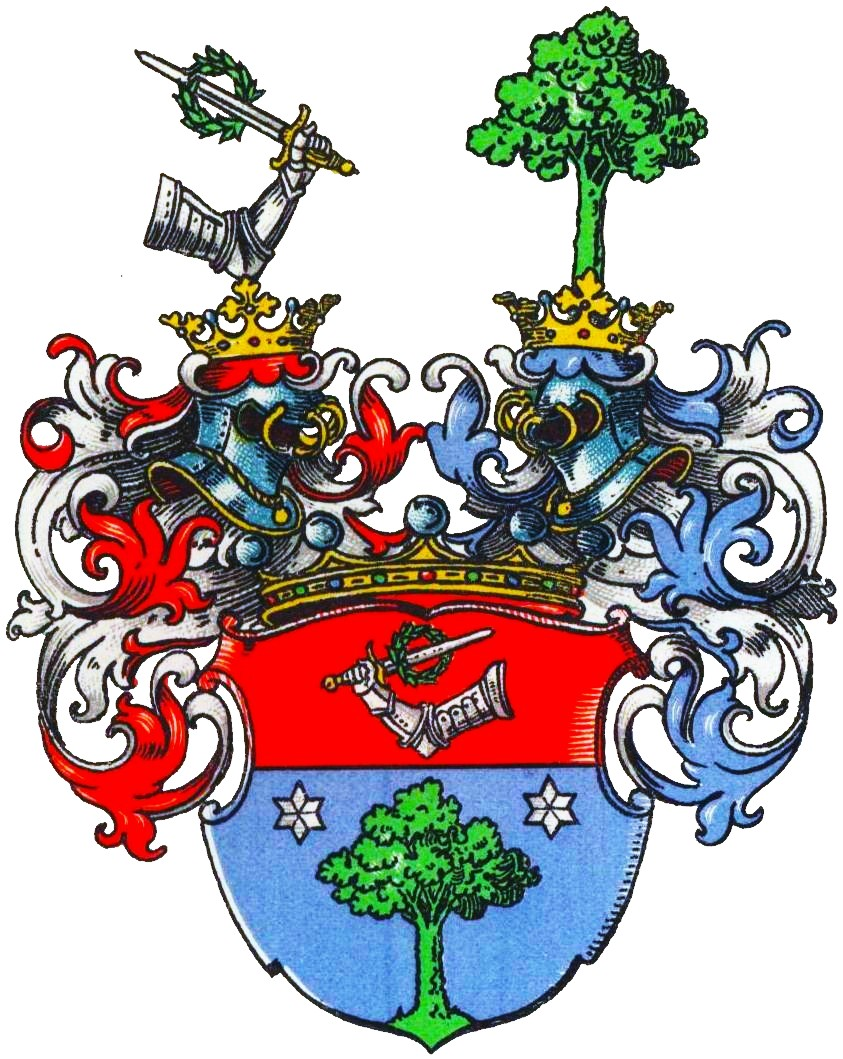
Freiherrenwappen derer von Linden (1791) im Wappenbuch des Westfälischen Adels
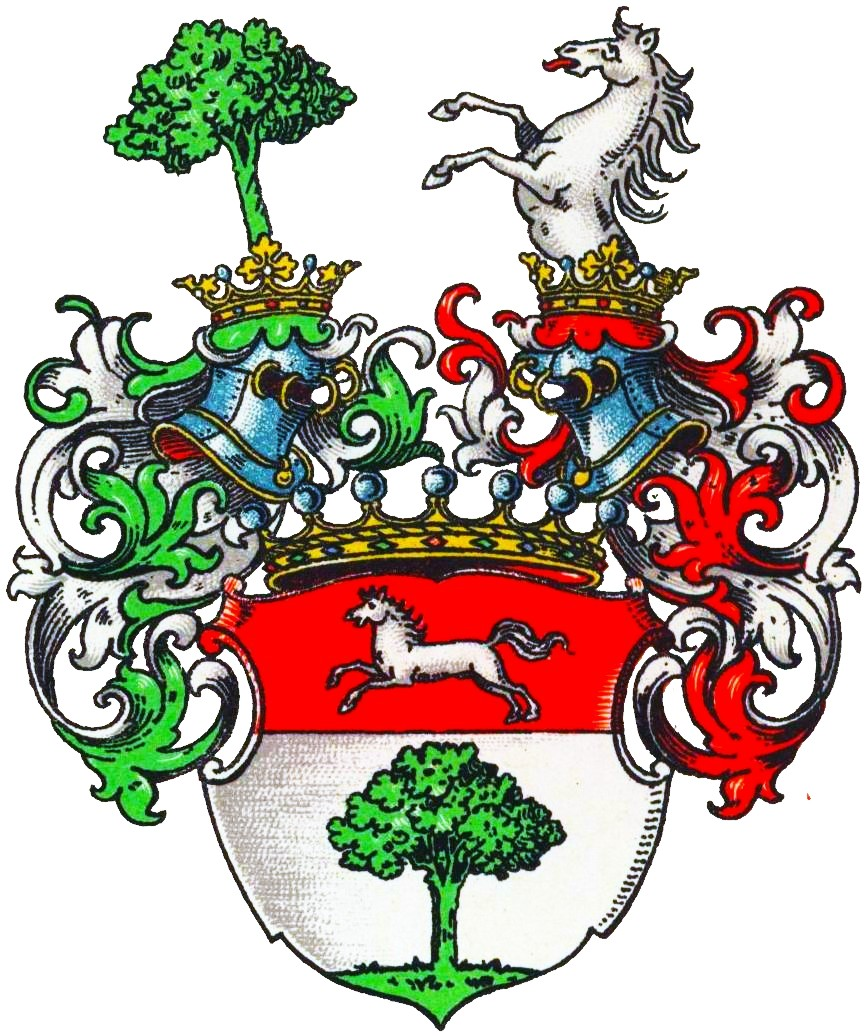
Freiherrenwappen derer von Linde (1859/1870) im Wappenbuch des Westfälischen Adels